# Global System for Mobile Communications

GSM-Logo (seit 2000)

GSM-Logo (bis 2000)

Das Global System for Mobile Communications (früher Groupe Spécial Mobile, GSM) ist ein 1990 eingeführter Mobilfunkstandard für volldigitale Mobilfunknetze, der hauptsächlich für Telefonie, aber auch für leitungsvermittelte und paketvermittelte Datenübertragung sowie Kurzmitteilungen (Short Messages) genutzt wurde, der damit in Nachfolge der analogen Systeme der ersten Generation (in Deutschland des A-, B- und C-Netzes) der erste Standard der sogenannten zweiten Generation („2G“) und als solcher zeitweilig der weltweit am meisten verbreitete Mobilfunk-Standard war.
GSM wurde mit dem Ziel geschaffen, ein mobiles Telefonsystem anzubieten, das Teilnehmern eine europaweite Mobilität erlaubte und mit ISDN oder herkömmlichen analogen Telefonnetzen kompatible Sprachdienste anbot.
In Deutschland ist GSM die technische Grundlage der D- und E-Netze. Hier wurde GSM 1991 eingeführt, was zur raschen Verbreitung von Mobiltelefonen in den 1990er-Jahren führte. Der Standard wurde in 670 GSM-Mobilfunknetzen in rund 200 Ländern und Gebieten der Welt als Mobilfunkstandard genutzt; dies entsprach einem Anteil von etwa 78 Prozent aller Mobilfunkkunden. Es gab später hinzugekommene Erweiterungen des Standards wie HSCSD, GPRS und EDGE zur schnelleren Datenübertragung.
Im März 2006 nutzten weltweit 1,7 Milliarden Menschen GSM und täglich kamen eine Million neue Kunden dazu – hauptsächlich aus den Wachstumsmärkten Afrika, Indien, Lateinamerika und Asien. Rechnete man alle Mobilfunkstandards zusammen, so waren weltweit ca. 2 Milliarden Menschen mobiltelefonisch erreichbar. Das gaben die GSM Association und die GSA im Oktober 2005 bekannt. Im Jahr 2003 wurden (nach Angaben der Deutschen Bank) 277 Milliarden US-Dollar mit GSM-Technik umgesetzt.

## Entstehung von GSM

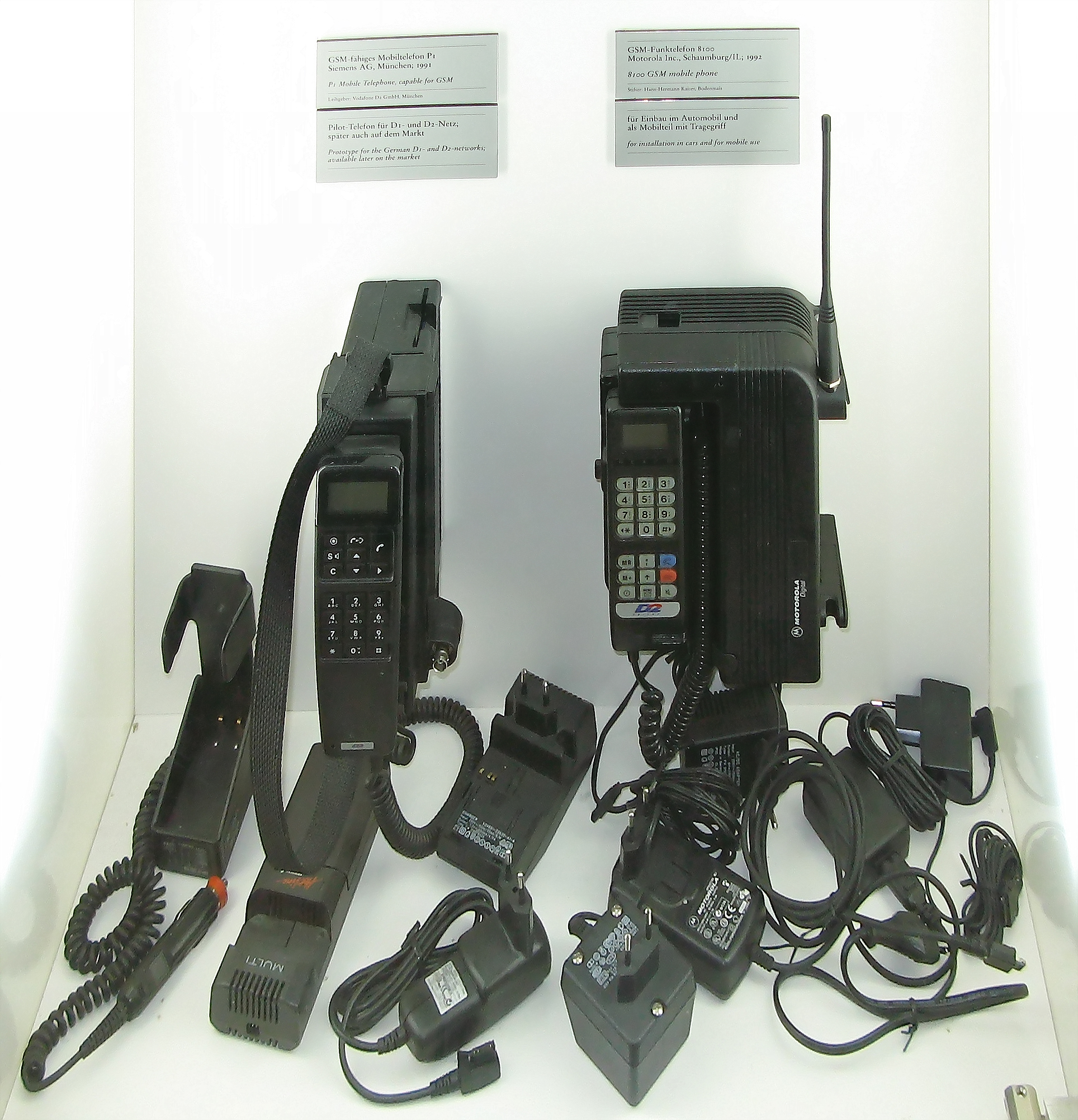
Erste GSM-Telefone (1991)

Ende der 1950er Jahre nahmen die ersten analogen Mobilfunknetze in Europa ihren Betrieb auf; in Deutschland war dies das A-Netz. Ihre Bedienung war jedoch kompliziert, und sie verfügten nur über Kapazitäten für wenige tausend Teilnehmer. Zudem gab es innerhalb Europas nebeneinander mehrere verschiedene Systeme, die zwar teilweise auf dem gleichen Standard beruhten, sich aber in gewissen Details unterschieden. Bei der nachfolgenden Generation der digitalen Netze sollte daher eine ähnliche Situation vermieden werden.
| Jahr | Ereignis |
| ---- | --- |
| 1982 | Bei der CEPT (Europäische Konferenz der Verwaltungen für Post und Telekommunikation) wird die Groupe Spécial Mobile (etwa Arbeitsgruppe für Mobilfunk) eingerichtet. Ihre Aufgabe ist es, einen einheitlichen pan-europäischen Mobilfunkstandard zu entwickeln. Beteiligt sind 26 europäische Telekommunikationsunternehmen. |
| 1985 | Deutschland, Italien und Frankreich unterzeichnen einen ersten Entwicklungsvertrag für den neuen Standard. |
| 1987 | 17 GSM-Netzbetreiber in spe aus 15 europäischen Ländern bilden eine Kooperation und unterzeichnen am 7. September in Kopenhagen das GSM MoU (Memorandum of Understanding). |
| 1989 | Die Groupe Spécial Mobile wird ein Technical Committee beim Europäischen Institut für Telekommunikationsnormen (ETSI), das durch die CEPT 1988 gegründet worden war. Das Projekt erhielt zusätzliche Dynamik, weil am ETSI Netzbetreiber, Hersteller und Regulierer gemeinsam tätig waren.                                   |
| 1989 | In Deutschland erhalten die Deutsche Bundespost und Mannesmann die Lizenz, je ein Netz auf GSM-Basis aufzubauen (die sogenannten D-Netze). |
| 1990 | Die Spezifikationen der Phase 1 des GSM-900-Standards werden eingefroren, d. h., sie werden nicht mehr verändert und können für die Herstellung von Mobiltelefonen und Netztechnik verwendet werden. |
| 1990 | Die Anpassung der Spezifikationen an den Frequenzbereich bei 1800 MHz (DCS 1800) beginnt. |
| 1991 | Die Groupe Spécial Mobile wird umbenannt in Standard Mobile Group (SMG). GSM bleibt erhalten als Bezeichnung für den Standard selbst und steht nun für Global System for Mobile Communications. |
| 1991 | Die Spezifikationen für DCS 1800 werden eingefroren. |
| 1991 | Die ersten lauffähigen Systeme werden vorgeführt (z. B. auf der Messe Telecom 91). |
| 1992 | Die ersten GSM-Mobiltelefone kommen auf den Markt. |
| 1992 | Viele europäische GSM-900-Betreiber beginnen mit dem kommerziellen Netzstart. Im Sommer nehmen in Deutschland die Netze D1 (Betreiber: DeTeMobil Deutsche Telekom Mobilfunk) und D2 (Betreiber: Mannesmann Mobilfunk) den Betrieb auf. In der Schweiz wird Natel D auf GSM-Basis lanciert.                                   |
| 2000 | Die GSM-Standardisierungsaktivitäten werden nach 3GPP überführt. Die Arbeitsgruppe dort trägt die Bezeichnung TSG GERAN (Technical Specification Group GSM EDGE Radio Access Network). |
| 2007 | Erste Vorschläge zur Nutzung von SIP-Nummern mit GSM |

## Technik

### Allgemein

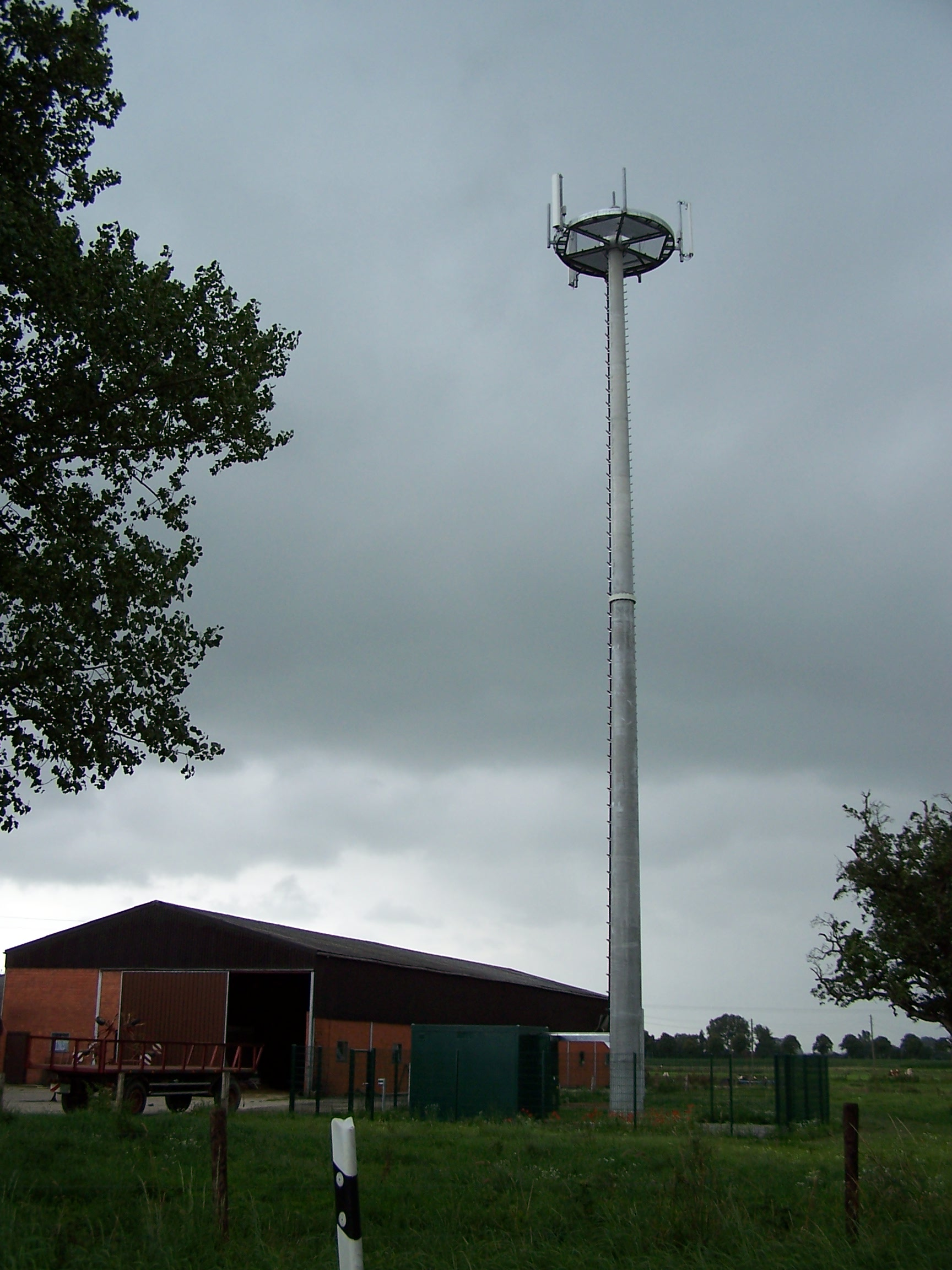
Mobilfunk-Sendemast

Im Unterschied zum Festnetz gibt es bei einem Mobilfunknetz diverse zusätzliche Anforderungen:
- Teilnehmerauthentifizierung
- Kanalzugriffsverfahren
- Mobilitätsverwaltung (HLR, VLR, Location Update, Handover, Roaming)
- Die Teilnehmer sind mobil und können somit von einer Funkzelle in eine andere wechseln. Geschieht dies während eines Gesprächs oder einer Datenverbindung, dann muss die Gesprächsverbindung von einer Basisstation zur nächsten übergeben werden (Handover), damit das Mobiltelefon seine Funkverbindung immer zu der bestgeeigneten Basisstation bekommt. In Ausnahmefällen kann das Gespräch auch über eine benachbarte Basisstation geführt werden, um Überlastungen zu vermeiden.
- effiziente Ressourcenausnutzung
- Da auf der Funkschnittstelle eine geringere Datenübertragungsrate als im Festnetz zur Verfügung steht, müssen die Nutzdaten stärker komprimiert werden. Um den Anteil der Datenübertragungsrate, der für Signalisierungsvorgänge verwendet werden muss, klein zu halten, wurden die Signalisierungsnachrichten bitgenau spezifiziert, um sie so kurz wie möglich zu halten.
- Mobiltelefone verfügen nur über eine begrenzte Akkukapazität, die sparsam genutzt werden sollte. Generell gilt, dass Senden mehr Energie kostet als Empfangen. Deshalb sollte im Standby-Betrieb die Menge der gesendeten Daten und der Statusmeldungen möglichst gering gehalten werden.
- Nutzung von Fremdnetzen (Roaming)

### Standardisierung
Die Standardisierung von GSM wurde bei CEPT begonnen, von ETSI (Europäisches Institut für Telekommunikationsnormen) weitergeführt und später an 3GPP (3rd Generation Partnership Project) übergeben. Dort wird GSM unter dem Begriff GERAN (GSM EDGE Radio Access Network) weiter standardisiert. 3GPP ist somit für UMTS und GERAN verantwortlich.

### Reichweite
Die mit GSM erzielbaren Reichweiten schwankten stark, je nach Geländeprofil und Bebauung. Im Freien bei Sichtkontakt sind bis zu 35 km erreichbar. Bei größeren Entfernungen verhinderte die Signallaufzeit der Funksignale eine Kommunikation zwischen Basis- und Mobilstation. Es war allerdings mit Hilfe spezieller Tricks möglich, die Zellengröße zu vergrößern, aber auf Kosten der Kapazität, da nur jeder zweite Zeitschlitz belegt werden kann. Anwendung fand dies in Küstenregionen (z. B. Helgoland).
In Städten betrug die Reichweite aufgrund von Dämpfungen durch Gebäude und durch die niedrigere Antennenhöhe oft nur wenige hundert Meter, dort standen die Basisstationen allerdings aus Kapazitätsgründen auch dichter beieinander.
Grundsätzlich galt jedoch, dass mit GSM 900 aufgrund der geringeren Funkfelddämpfung und der größeren Ausgangsleistung der Endgeräte größere Reichweiten erzielbar waren als mit DCS 1800.
Entsprechend der Reichweite wurde die Zellengröße festgelegt. Dabei wurde auch die prognostizierte Nutzung berücksichtigt, um Überlastungen zu vermeiden.

### Physikalische Übertragung über die Funkschnittstelle

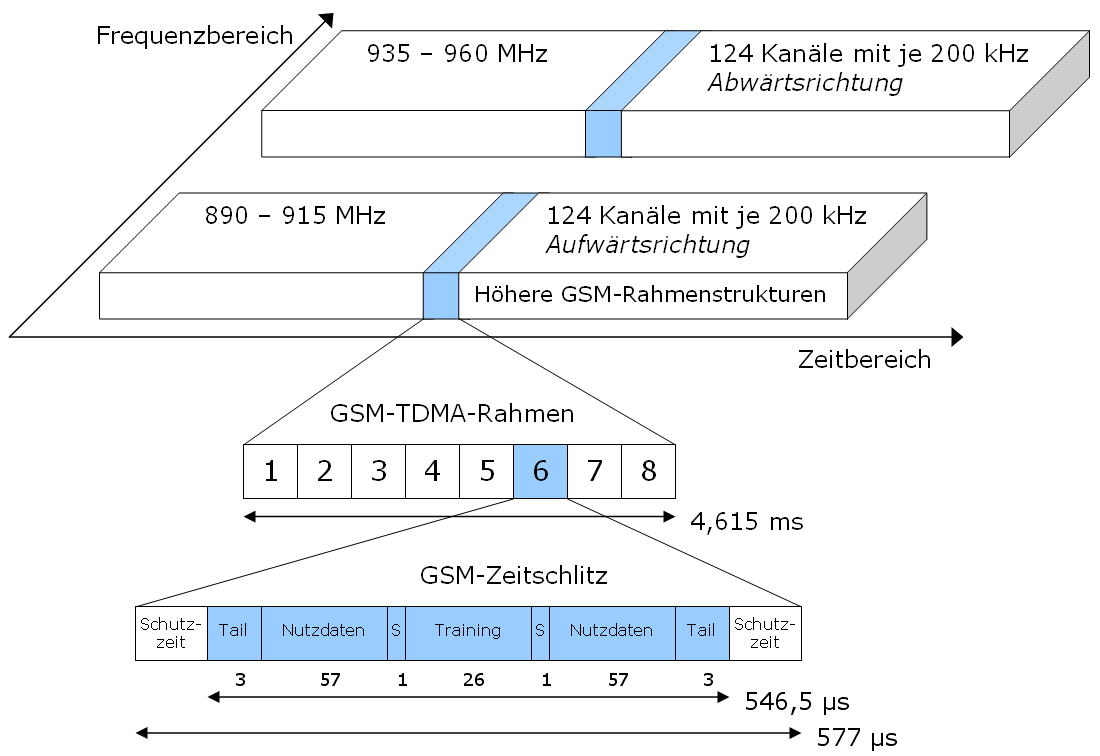
GSM-Rahmenstruktur, oben Frequenzzuordnung, unten zeitlicher Aufbau

Die digitalen Daten werden mit einer Mischung aus Frequenz- und Zeitmultiplexing übertragen, wobei Sende- und Empfangsrichtung durch Frequenzmultiplexing getrennt werden und die Daten durch Zeitmultiplexing. Das GSM-Frequenzband wird in mehrere Kanäle unterteilt, die einen Abstand von 200 kHz haben. Bei GSM 900 sind im Bereich von 890–915 MHz 124 Kanäle für die Aufwärtsrichtung (Uplink) zur Basisstation und im Bereich von 935–960 MHz 124 Kanäle für die Abwärtsrichtung (Downlink) vorgesehen. Die TDMA-Rahmendauer beträgt exakt 120/26 ms (ca. 4,615 ms) und entspricht der Dauer von exakt 1250 Symbolen. Jeder der acht Zeitschlitze pro Rahmen dauert somit ca. 0,577 ms, entsprechend der Dauer von 156,25 Symbolen. In diesen Zeitschlitzen können Bursts verschiedener Typen gesendet und empfangen werden. Die Dauer eines normalen Bursts beträgt ca. 0,546 ms, in denen 148 Symbole übertragen werden.
Da die Mobilstation jeweils nur in einem Zeitschlitz des Rahmens sendet, ergibt sich eine Pulsrate von 217 Hz.
Das Modulationsverfahren ist Gaussian Minimum Shift Keying (GMSK, dt.: Gauß’sche Frequenzumtastung), eine digitale Frequenzumtastung, bei der die Amplitude konstant bleibt. Mit EDGE wurde dann 8-PSK eingeführt. Während bei GMSK pro Symbol nur 1 bit übertragen wird, sind dies bei 8-PSK 3 bit, jedoch wird für die Funkverbindung ein besseres Signal-Rauschleistungsverhältnis benötigt.
Da bei einer Entfernung von mehreren Kilometern das Funksignal aufgrund der Gruppengeschwindigkeit (Lichtgeschwindigkeit aus der Entfernung plus Kabel der Basisstation) so weit verzögert werden kann, dass der Burst des Mobiltelefons nicht mehr innerhalb des vorgegebenen Zeitschlitzes bei der Basisstation ankommt, ermittelt diese die Signallaufzeit und fordert das mobile Gerät (Mobiltelefon) auf, den Burst etwas früher auszusenden. Dazu teilt sie dem mobilen Gerät den Parameter Timing Advance (TA) mit, der den Sendevorlauf in 3,7-μs-Schritten vorgibt. Dies entspricht jeweils der Zeitdauer eines Bits, wobei die Bitrate 270,833 kbit/s beträgt (siehe unten). Der Timing Advance hat einen Wertebereich von 0 bis 63. Die Dauer eines Bits entspricht einer Wegstrecke von ca. 1,106 km, und da für die Laufzeit Hin- und Rückrichtung zusammen betrachtet werden müssen, entspricht eine Änderung des Timing Advances um eins einer Entfernungsänderung von etwas mehr als 553 m. Somit ergibt sich eine maximale Reichweite von ca. 35,4 km.
Nach dem Empfangsburst schaltet das Mobiltelefon auf die um 45 MHz versetzte Sendefrequenz und sendet dort den Burst des Rückkanals an die Basisstation. Da Downlink und Uplink um drei Zeitschlitze versetzt auftreten, genügt eine Antenne für beide Richtungen. Zur Erhöhung der Störfestigkeit kann auch das Frequenzpaar periodisch gewechselt werden (frequency hopping), so entsteht eine Frequenzsprungrate von 217 Sprüngen pro Sekunde.
Bei einer Bruttodatenübertragungsrate von ca. 270,833 kbit/s pro Kanal (156,25 Bits in jedem Burst zu 15/26 ms) bleiben je Zeitschlitz noch 33,85 kbit/s brutto übrig. Von dieser Datenrate sind 9,2 kbit/s für die Synchronisation des Rahmenaufbaus reserviert, so dass 24,7 kbit/s netto für den Nutzkanal übrig bleiben. Durch die Übertragung per Funk liegen in diesem Bitstrom noch viele Bitfehler vor.
Die Datenrate pro Zeitschlitz von 24,7 kbit/s wird in 22,8 kbit/s für die kodierten und verschlüsselten Nutzdaten des Verkehrskanals (Traffic Channel) und 1,9 kbit/s für die teilnehmerspezifischen Steuerkanäle (Control Channel) aufgeteilt. Die Kanalkodierung beinhaltet eine Reihe von Fehlerschutzmechanismen, sodass für die eigentlichen Nutzdaten noch 13 kbit/s übrig bleiben (im Fall von Sprachdaten). Eine später eingeführte alternative Kanalkodierung erlaubt die Verringerung des Fehlerschutzes zugunsten der Anwendungsdaten, da bei Datenübertragungsprotokollen im Gegensatz zur Sprachübertragung bei Bitfehlern eine Neuanforderung des Datenblocks möglich ist.

#### Sendeleistung
Die Sendeleistung der Mobilstation bei GSM 900 beträgt max. 2 Watt und 1 Watt bei GSM 1800. Die Sendeleistungen der Basisstationen für GSM 900/1800 betragen 20–50/10–20 Watt. Die Sendeleistungen von Mobil- und Basisstationen werden nach Verbindungsaufbau je auf das notwendige Mindestmaß reduziert. Die Basisstation sendet, je nach Bedarf, in den einzelnen Zeitschlitzen eines Rahmens mit unterschiedlicher Leistung. Sie sendet nur in aktiven Zeitschlitzen. Die Leistungsregelung erfolgt im Abstand von Sekunden. Daneben kann das Handy, wenn nicht gesprochen wird, die Abstrahlungen unterbrechen. Der technische Grund für beide Maßnahmen ist, den Stromverbrauch zu senken und Funkstörungen in Nachbarzellen gleicher Frequenz zu reduzieren.

### Netzarchitektur

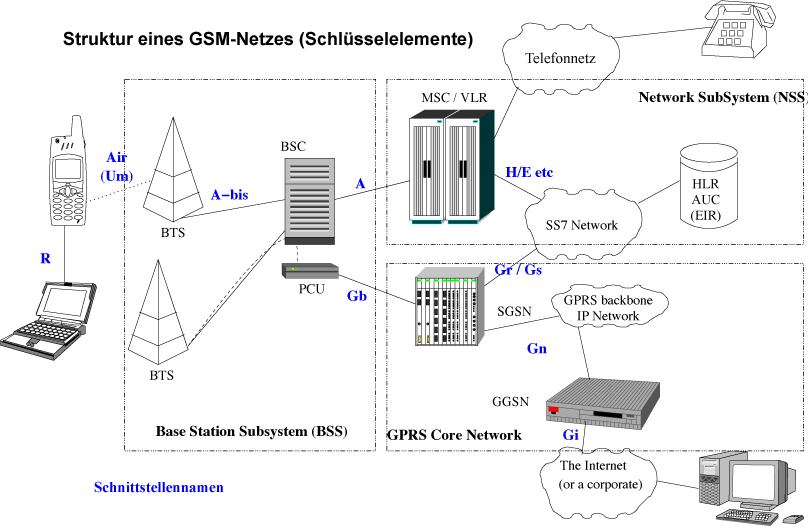
Aufbau eines GSM-Netzes

#### Hardware
GSM-Netze sind in fünf Teilsysteme unterteilt (siehe Bild von links nach rechts):
Mobiltelefon bzw. Mobile Station (MS) (links im Bild, unbezeichnet)
Die MS besteht aus einer Antenne, an die eine Sende- und Empfangseinheit angeschlossen ist, Stromversorgung, Lautsprecher und Mikrofon (oder externe Anschlüsse) und einer Möglichkeit, einen anderen Teilnehmer auszuwählen (typischerweise Tastatur oder Spracheingabe). Üblicherweise enthält die Mobile Station zusätzlich ein Display, um die Telefonnummer des Anrufers sowie Kurzmitteilungen (SMS) anzuzeigen. Ein weiterer wesentlicher Bestandteil der MS ist die SIM-Karte.
Mobilfunksendesystem bzw. Base Station Subsystem (BSS)
Das BSS besteht aus mindestens einer Basisstation (BTS, Base Transceiver Station), üblicherweise jedoch mehreren (meist einige 10 bis einige 100). Jede Basisstation bedient über die an sie angeschlossenen Antennen eine oder mehrere (häufig drei) Funkzellen. Die Basisstationen sind mit einer zentralen Steuerungseinheit (BSC, Base Station Controller) verbunden, die die Funkverbindungen überwacht und ggf. Zellwechsel (Handover) einleitet. An jedem BSC ist eine Umwandlungseinheit (TRAU, Transcoder and Rate Adaptation Unit) angeschlossen. Diese wird benötigt, da bei Telefongesprächen innerhalb des Mobilfunknetzes ein komprimierender Audiocodec verwendet wird. Die TRAU konvertiert zwischen GSM-komprimierten Sprachkanälen und unkomprimierten ISDN-Audiokanälen mit 64kbit/s.
Vermittlungsteilsystem bzw. Network Switching Subsystem (NSS) oder Core Network Subsystem (CSS)
Das NSS besteht aus dem MSC (Mobile-services Switching Centre), das die eigentliche Vermittlungsstelle und die Schnittstelle zwischen Funknetz und Telefonnetz darstellt. Ebenfalls zum NSS gehört das VLR (Visitor Location Register), das Informationen über alle mobilen Teilnehmer speichert, die sich innerhalb des Funknetzes aufhalten. Das HLR (Home Location Register) speichert dagegen Informationen über alle Teilnehmer, die Kunden des Funknetzeigentümers sind. Für die Authentifizierung ist das AUC (Authentication Center) zuständig, das (optionale) EIR (Equipment Identity Register) speichert Informationen über die Seriennummern der verwendeten Mobile Stations.
GPRS Core Network
Für den paketvermittelten Teil GPRS stehen der SGSN (Serving GPRS Support Node) und GGSN (Gateway GPRS Support Node) zur Verfügung.
Operation and Maintenance Center (OMC) bzw. Network Management Center (NMC) (nicht eingezeichnet)
Das OMC überwacht das Mobilfunknetz und kontrolliert die MSC, BSC und BTS.
Die blauen Buchstaben im Bild bezeichnen die Datenübertragungswege zwischen den Komponenten.

#### Adressierung
In einem GSM-Netz werden folgende Nummern zur Adressierung der Teilnehmer verwendet: Die MSISDN (Mobile Subscriber ISDN Number) ist die eigentliche Telefonnummer, unter der ein Teilnehmer weltweit zu erreichen ist.
Die IMSI (International Mobile Subscriber Identity) ist dementsprechend die interne Teilnehmerkennung, die auf der SIM gespeichert wird und zur Identifizierung eines Teilnehmers innerhalb eines Funknetzes verwendet wird. Aus Datenschutzgründen wird die IMSI nur bei der initialen Authentifizierung der mobilen Station über das Funknetz gesendet, in weiteren Authentifizierungen wird stattdessen eine temporär gültige TMSI (Temporary Mobile Subscriber Identity) verwendet. Für das Roaming, also das Routing des Telefonats innerhalb des Mobilfunknetzes, wird die MSRN (Mobile Station Roaming Number) verwendet.

### Einige wichtige Funktionen innerhalb von Mobilfunknetzen

#### Handover
Inter-Cell-Handover
Eine der wichtigsten Grundfunktionen in zellularen Mobilfunknetzen ist der vom Netz angestoßene Zellwechsel während eines laufenden Gesprächs. Dieser kann aus verschiedenen Gründen notwendig werden. Ausschlaggebend ist u. a. der bessere Empfangspegel (Better Cell HO) oder die Qualität der Funkverbindung, aber auch die Verkehrslast der Zelle. Es kann zum Beispiel ein Gespräch an eine weiter entfernte Zelle übergeben werden, um eine Überlastung zu vermeiden.
Intra-Cell-Handover
Hier wird zum Beispiel aufgrund der Kanalqualität der MS ein neuer Kanal innerhalb einer Zelle zugewiesen.

#### Mobility Management
Mehrere Prozeduren im GSM-Netz behandeln die Bewegung (Mobility) der Teilnehmer im Netz. Damit ein mobiler Teilnehmer, der sich irgendwo im Netzgebiet befindet, angerufen oder ihm eine Kurznachricht zugestellt werden kann, muss ständig die Voraussetzung dafür bestehen, dass der Teilnehmer eine Suchanfrage (genannt Paging) empfangen kann. Hierzu muss sein aktueller Aufenthaltsort in gewisser Granularität ständig nachgeführt werden.
Zur Verringerung des Aufwands im Kernnetz und zur Verlängerung der Akku-Laufzeit wird zentral nur die Location Area erfasst, in der sich ein eingebuchtes Mobiltelefon befindet. Wo es sich innerhalb dieses Gebietes befindet, ist nicht bekannt. Um Energie und Übertragungskapazität zu sparen, meldet sich das Mobiltelefon im Standby-Betrieb (idle-mode) in vom Netz vorgegebenen Abständen (zwischen 6 Minuten und 25,5 Stunden) oder beim Wechsel der Location Area beim Netz. Sobald das Netz mit dem Mobiltelefon eine Verbindung aufbauen möchte, wird dieses über alle Basisstationen der Location Area gerufen und bei Meldung die Verbindung über die Basisstation, an der das Endgerät sich meldet, aufgebaut.
Dem Mobiltelefon dagegen ist genau bekannt, in welcher Funkzelle es sich befindet. Im Standby-Betrieb scannt es die Nachbarzellen, deren Trägerfrequenzen es von der Basisstation auf speziellen Informationskanälen mitgeteilt bekommt. Wird das Signal einer der Nachbarzellen besser als das der aktuellen Zelle, dann wechselt das Mobiltelefon dorthin. Bemerkt es dabei eine Änderung der Location Area, dann muss es dem Netz seinen neuen Aufenthaltsort mitteilen.
Für das Mobilitätsmanagement sind das VLR (Visitor Location Register) und das HLR (Home Location Register) von sehr großer Bedeutung. Die beiden sind eigentlich als Datenbanken zu verstehen. Jede MS ist genau einmal in einem HLR registriert. Dort sind alle Teilnehmerdaten gespeichert. Im HLR ist stets das VLR eingetragen, in dessen Bereich sich eine MS zuletzt gemeldet hat. Im VLR sind jeweils alle sich im Einzugsgebiet eines MSC befindlichen MS eingetragen.

#### Roaming
Da viele Mobilfunkbetreiber aus verschiedenen Ländern Roamingabkommen getroffen haben, ist es möglich, das Mobiltelefon auch in anderen Ländern zu nutzen und weiterhin unter der eigenen Nummer erreichbar zu sein und Gespräche zu führen.

### Sicherheitsfunktionen
In diesem Abschnitt werden die Sicherheitsfunktionen aufgeführt. Defizite dieser Funktionen sind im Abschnitt Sicherheitsdefizite aufgeführt.

#### Authentifizierung
Jedem Teilnehmer wird bei der Aufnahme in das Netz eines Mobilfunkbetreibers ein 128 Bit langer Subscriber Authentication Key Ki zugeteilt. Der Schlüssel wird auf Teilnehmerseite in der SIM-Karte, netzseitig entweder im HLR oder im AuC gespeichert.
Zur Authentifizierung wird der MS vom Netz eine 128 Bit lange Zufallszahl RAND geschickt. Aus dieser Zufallszahl und Ki wird mit dem A3-Algorithmus der Authentifizierungsschlüssel SRES' (Signed Response, 32 Bit) berechnet. Diese Berechnung findet in der SIM-Karte statt. Der Authentifizierungsschlüssel SRES wird vom Netz im AuC und von der MS getrennt berechnet und das Ergebnis vom VLR verglichen. Stimmen SRES und SRES' überein, ist die MS authentifiziert.
Der A3-Algorithmus ist elementarer Bestandteil der Sicherheit im GSM-Netz. Er kann von jedem Netzbetreiber selbst ausgewählt werden, Details der jeweiligen Implementierung werden geheim gehalten.

#### Nutzdatenverschlüsselung
Zur Verschlüsselung wird aus der zur Authentifizierung benötigten Zufallszahl RAND und dem Benutzerschlüssel Ki mit dem Algorithmus A8 ein 64 Bit langer Codeschlüssel (englisch: Ciphering Key) Kc bestimmt. Dieser Codeschlüssel wird vom Algorithmus A5 zur symmetrischen Verschlüsselung der übertragenen Daten verwendet.
Schon angesichts der geringen Schlüssellänge kann davon ausgegangen werden, dass die Verschlüsselung keine nennenswerte Sicherheit gegen ernsthafte Angriffe bietet. Außerdem wurde bereits durch mehrere Angriffe 2009 und 2010 auf den verwendeten Algorithmus A5/1 gezeigt, dass dieser prinzipiell unsicher ist. Allerdings verhindert die Verschlüsselung ein einfaches Abhören, wie es beim analogen Polizeifunk möglich ist.
Die Verschlüsselung mit dem unsicheren A5/1-Algorithmus ist in Deutschland normalerweise eingeschaltet. In Ländern wie z. B. Indien darf das Handynetz nicht verschlüsselt werden. Prinzipiell sieht der GSM-Standard vor, dass Mobiltelefone bei unverschlüsselten Verbindungen eine Warnung anzeigen.

#### Anonymisierung
Um eine gewisse Anonymität zu gewährleisten, wird die eindeutige Teilnehmerkennung IMSI, über die ein Teilnehmer weltweit eindeutig zu identifizieren ist, auf der Luftschnittstelle verborgen. Stattdessen wird vom VLR eine temporäre TMSI generiert, die bei jedem Location Update neu vergeben wird und nur verschlüsselt übertragen wird.

#### Benutzerauthentisierung
Der Benutzer muss sich gegenüber der SIM-Karte (und damit gegenüber dem Mobilfunknetz) als berechtigter Nutzer authentisieren. Dies geschieht mittels einer PIN. Es ist auf der SIM-Karte festgelegt, ob die PIN-Abfrage deaktiviert werden kann. Wurde die PIN dreimal in Folge falsch eingegeben, wird die SIM-Karte automatisch gesperrt. Um sie wieder zu entsperren, ist der PUK (Personal Unblocking Key) erforderlich. Der PUK kann zehnmal in Folge falsch eingegeben werden, bevor die SIM-Karte endgültig gesperrt wird. Das Mobilfunknetz muss sich nicht gegenüber dem Benutzer authentisieren.

## Dienste für den Benutzer
Festnetzseitig basiert der GSM-Standard auf dem ISDN-Standard und stellt deshalb ähnliche vermittlungstechnische Leistungsmerkmale bereit. Mit der Möglichkeit, Kurznachrichten (SMS, kurz für Short Message Service) zu senden und zu empfangen, wurde ein neuer Dienst geschaffen, der begeistert angenommen worden ist und mittlerweile eine wichtige Einnahmequelle für die Netzbetreiber geworden ist.

### Sprachübertragung
Für die Sprachübertragung bei GSM wurden im Laufe der Jahre mehrere Codecs standardisiert. Die üblichen Sprachcodecs, welche typischerweise mit einer Datenrate von weniger als 20 kbit/s auskommen, führen eine der menschlichen Sprache angepasste Merkmalsextraktion durch, wodurch sie nur für die Übertragung von Sprache brauchbar sind. Musik oder andere Geräusche können sie daher nur mit geringerer Qualität übertragen. Im Folgenden werden die im GSM-Netz verwendeten Sprachcodecs kurz zusammengefasst:

#### Full Rate Codec (FR)

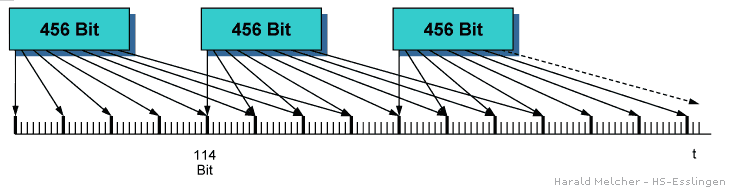
Interleaving

Der erste GSM-Sprachcodec war der Full-Rate-Codec (FR). Für ihn steht nur eine Netto-Datenrate von 13 kbit/s zur Verfügung (im Unterschied zu G.711 64 kbit/s bei ISDN). Die Audiosignale müssen deshalb stark komprimiert werden, aber trotzdem eine akzeptable Sprachqualität erreichen. Beim FR-Codec wird eine Mischung aus Langzeit- und Kurzzeit-Prädiktion verwendet, die eine effektive Komprimierung ermöglicht (RPE/LTP-LPC Sprachkompression: Linear Predictive Coding, Long Term Prediction, Regular Pulse Excitation).

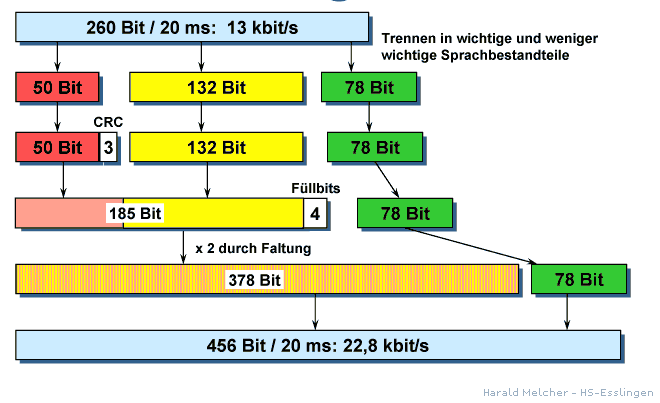
Full Rate Codec

Technisch werden jeweils 20 ms Sprache gesampelt und gepuffert, anschließend dem Sprachcodec unterworfen (13 kbit/s). Zur Vorwärtsfehlerkorrektur (Forward Error Correction, FEC) werden die 260 Bits eines solchen Blocks in drei Klassen eingeteilt, dementsprechend, wie stark sich ein Bitfehler auf das Sprachsignal auswirken würde. 50 Bits des Blocks werden in Klasse Ia eingeteilt. Sie sind am stärksten zu schützen und erhalten eine CRC-Prüfsumme von 3 Bits für Fehlererkennung und Fehlerverdeckung (error concealment). Zusammen mit 132 Bits der Klasse Ib, die etwas weniger zu schützen sind, werden sie einem Faltungscode unterworfen, der aus den 185 Eingangsbits 378 Ausgangsbits generiert. Die restlichen 78 Bits werden ungeschützt übertragen. So werden aus 260 Bits Nutzdaten 456 Bits fehlergeschützte Daten, wodurch die erforderliche Bitrate auf 22,8 kbit/s steigt.
Die 456 Bits werden durch Interleaving auf acht Halbbursts zu je 57 Bits aufgeteilt. Nach dem Deinterleaving im Empfänger wirken sich kurzzeitige Störungen (zum Beispiel ein Burst lang) durch die Fehlerspreizung nur noch gering aus. Durch die Kombination der unterschiedlichen Fehlerschutzverfahren im GSM, wird, obwohl der Funkkanal äußerst fehleranfällig ist, oft eine gute Sprachqualität erreicht.

#### Half Rate Codec (HR)

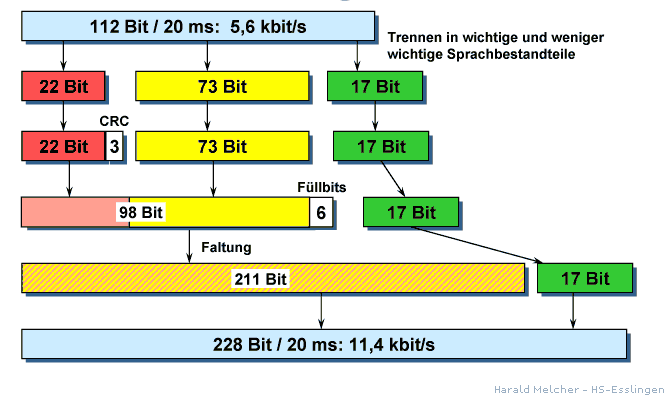
Half Rate Codec

Mit der Einführung des Half-Rate-Codecs wurde es möglich, auf einem Zeitschlitz der Luftschnittstelle nicht nur ein, sondern zwei Gespräche gleichzeitig abzuwickeln. Wie der Name sagt, steht für HR nur die halbe Datenrate zur Verfügung wie für den FR-Codec. Um trotzdem eine brauchbare Sprachqualität zu erreichen, wird anstelle der im FR-Codec verwendeten skalaren Quantisierung eine Vektorquantisierung verwendet. Dadurch ist für die Kodierung ungefähr die drei- bis vierfache Rechenleistung erforderlich wie beim FR-Codec. Weil die Sprachqualität trotzdem eher mäßig ist, wird HR von den Mobilfunknetzbetreibern nur dann eingesetzt, wenn eine Funkzelle überlastet ist.

#### Enhanced Full Rate Codec (EFR)
EFR arbeitet mit einer ähnlichen Datenrate wie der Full Rate Codec, nämlich 12,2 kbit/s. Durch einen leistungsfähigeren Algorithmus (CELP) wurde, gegenüber dem Full-Rate-Codec, eine bessere Sprachqualität erreicht, welche bei einem guten Funkkanal annähernd dem Niveau von ISDN-Telefongesprächen (G.711a) entspricht.

#### Adaptive Multirate Codec (AMR)
Bei AMR handelt es sich um einen parametrierbaren Codec mit unterschiedlichen Datenraten zwischen 4,75 und 12,2 kbit/s.
In der 12,2-kbit/s-Einstellung entspricht er vom Algorithmus wie auch in der Audioqualität her weitgehend dem GSM-EFR-Codec.
Je geringer die Datenrate der Sprachdaten ist, umso mehr Bits stehen für die Kanalkodierung und damit zur Fehlerkorrektur zur Verfügung. Somit wird der 4,75-kbit/s-Codec als der robusteste bezeichnet, weil trotz hoher Bitfehlerhäufigkeit bei der Funkübertragung noch ein verständliches Gespräch möglich ist. Während eines Gespräches misst das Mobilfunknetz die Bitfehlerhäufigkeit und wählt den dafür geeignetsten Codec aus einer Liste, dem Active Codec Set (ACS) aus. Die verwendete Coderate wird somit fortlaufend an die Kanalqualität adaptiert.

#### Adaptive Multirate Codec bzw. wide Band (AMR-WB)
Bei diesem Codec handelt es sich um eine Erweiterung und Optimierung des schon verfügbaren AMR-Codecsets. Wie das „WB“ (wide band) schon vermuten lässt, wird der übertragbare Frequenzbereich von derzeit ca. 3,4 kHz auf etwa 6,4 kHz beziehungsweise 7 kHz erweitert, ohne mehr Funkressourcen zu belegen. Die Entwicklung dieses Codecs ist seit einiger Zeit abgeschlossen, und er wurde von der ITU (G.722.2) und 3GPP (TS 26.171) standardisiert. Der Codec soll durch die größere Bandbreite Sprach- und Umgebungsgeräusche besser gemeinsam übertragen können, was in lauter Umgebung eine bessere Sprachqualität ermöglicht. Ericsson hat im T-Mobile-UMTS-Netz in Deutschland im Sommer 2006 mit ausgewählten Kunden in den Städten Köln und Hamburg einen AMR-WB-Betriebstest durchgeführt. Ende 2008 wurden alle Ericsson-BSC des Telekom-Netzes für AMR-WB vorbereitet. Seit Ende 2011 können alle Endkunden der Telekom AMR-WB nutzen. AMR-WB wird in Deutschland als HD-Voice vermarktet.

### Datenübertragung
Wird ein GSM-Kanal für Datenübertragung genutzt, erhält man nach den Dekodierschritten eine nutzbare Datenrate von 9,6 kbit/s. Diese Übertragungsart wird Circuit Switched Data (CSD) genannt. Eine fortschrittliche Kanalkodierung ermöglicht auch 14,4 kbit/s, bewirkt bei schlechten Funkverhältnissen aber viele Blockfehler, so dass die „Downloadrate“ tatsächlich niedriger ausfallen kann als mit erhöhter Sicherung auf dem Funkweg. Deshalb wird in Abhängigkeit von der Bitfehlerhäufigkeit zwischen 9,6 und 14,4 kbit/s netzgesteuert umgeschaltet (=Automatic Link Adaptation, ALA).
Beides wurde jedoch für viele Internet- und Multimediaanwendungen zu wenig, so dass Erweiterungen unter dem Namen HSCSD und GPRS geschaffen wurden, die eine höhere Datenrate ermöglichen, indem mehr Bursts pro Zeitspanne für die Übertragung genutzt werden können. HSCSD nutzt eine feste Zuordnung mehrerer Kanalschlitze, GPRS nutzt Funkschlitze dynamisch für die aufgeschalteten logischen Verbindungen (besser für den Internetzugang). Eine Weiterentwicklung von GPRS ist E-GPRS. Dies ist die Nutzung von EDGE für Paketdatenübertragung.

### Ortung
Die Position eines Mobiltelefons ist für den Mobilfunkbetreiber durch die permanente Anmeldung am Netz in gewissen Genauigkeitsgrenzen bekannt. Im Standby-Betrieb ist sie zumindest durch die Zuordnung zur aktuell verwendeten Location Area gegeben. Diese Information wird bei Bewegung der Mobilstation regelmäßig aktualisiert.
GSM-Ortung stellt je nach Anwendungsfall eine Alternative zum GPS dar und wird für verschiedene Dienste genutzt, unter anderem für Location Based Services, Routenplaner, Flottenmanagement für Transportunternehmen oder eine Hilfe zum Wiederauffinden eines Mobiltelefons.
Die Verwendung für Rettungsdienste ermöglichte das schnelle Auffinden von Unfallopfern. Ebenso wurde GSM-Ortung in der Strafverfolgung als Hilfsmittel der Polizei eingesetzt.

## Erweiterungen und Weiterentwicklungen von GSM
GSM wurde ursprünglich hauptsächlich für Telefongespräche, Faxe und Datensendungen mit konstanter Datenrate konzipiert. Burstartige Datensendungen mit stark schwankender Datenrate, wie es beim Internet üblich ist, wurden nicht eingeplant.
Mit dem Erfolg des Internets begann daher die sogenannte „Evolution von GSM“, bei der das GSM-Netz komplett abwärtskompatibel mit Möglichkeiten zur paketorientierten Datenübertragung erweitert wurde. Außerdem sollten nur minimale Kosten durch den Austausch von vielfach verwendeten Komponenten entstehen.

### CSD
Geschwindigkeiten bis zu 14,4 kBit/s werden mit Circuit Switched Data erreicht.

### HSCSD
Durch die Kopplung von mehreren Kanälen erreicht HSCSD insgesamt eine höhere Datenrate, maximal 115,2 kbit/s. Um HSCSD nutzen zu können, braucht man ein kompatibles Mobiltelefon, auf Seiten des Netzbetreibers sind Hardware- und Softwareänderungen bei Komponenten innerhalb der Basisstationen und des Kernnetzes erforderlich. In Deutschland unterstützen nur Vodafone und E-Plus HSCSD.

### GPRS
GPRS erlaubte erstmals eine paketvermittelte Datenübertragung. Der tatsächliche Datendurchsatz hängt unter anderem von der Netzlast ab und liegt bei maximal 171,2 kbit/s. Bei geringer Last kann ein Nutzer mehrere Zeitschlitze parallel verwenden, während bei hoher Netzlast jeder GPRS-Zeitschlitz auch von mehreren Benutzern verwendet werden kann. GPRS erfordert beim Netzbetreiber allerdings innerhalb des Kernnetzes zusätzliche Komponenten (den GPRS Packet Core).

### EDGE
Mit EDGE wurde durch eine neue Modulation (8-PSK) die maximal mögliche Datenrate von 86 kbit/s auf 237 kbit/s (bei Nutzung von 4 Slots) erhöht. Mit EDGE werden GPRS zu E-GPRS (Enhanced GPRS) und HSCSD zu ECSD (Enhanced Circuit Switched Data) erweitert.

### Streaming
Streaming services erfordern eine minimale garantierte Datenrate. Dies ist in GPRS ursprünglich nicht vorgesehen. Inzwischen (d. h. ab 3GPP release 99) wurden durch Einführung entsprechender Quality-of-Service-Parameter und einige andere Eigenschaften die Voraussetzungen dafür geschaffen, echtes Streaming über GPRS zu ermöglichen.

### Generic Access
Seit Mitte 2004 wird in den Standardisierungsgremien an einer Methode gearbeitet, die es Mobilgeräten erlauben soll, GSM-Dienste statt über die GSM-Luftschnittstelle auch über jede Art von anderen (IP-)Übertragungssystemen zu nutzen. Dafür sollen die Sendestationen von WLAN, Bluetooth etc. über sogenannte Generic Access Controller an das GSM core network angeschlossen werden. Die GSM-Nutzdaten sowie die Signalisierungsdaten werden dann durch das IP-Netz hindurchgetunnelt.

### Cell Broadcast
Cell Broadcast oder Cell Broadcasting (kurz CB) ist ein Mobilfunkdienst zum netzseitigen Versenden von Kurzmitteilungen an alle in einer bestimmten Basisstation eingebuchten MS.

### BOS-GSM
BOS-GSM (je nach Anbieter auch BOS@GSM, GSM-BOS) ist eine Technik zur digitalen Funkkommunikation von Anwendern mit besonderen Sicherheitsanforderungen wie Behörden und Organisationen mit Sicherheitsaufgaben (BOS: Polizei, Feuerwehr, Rettungsdienste).

## Trivia
Im französischen Sprachgebrauch wird vor allem in Belgien häufig die Abkürzung „GSM“ für das deutsche Wort „Mobiltelefon“ benutzt. Auch in der bulgarischen Sprache, die seit über 200 Jahren viele Wörter aus dem Französischen entlehnt, wird „GSM“ synonym für „Mobiltelefon“ gebraucht.

## Sicherheitsdefizite
GSM hat einige Defizite in puncto Sicherheit aufzuweisen. Dazu zählen unter anderem:
1. Es wird nur symmetrische Kryptographie eingesetzt. Eine mögliche Lösung wäre die Verwendung von hybrider Verschlüsselung.
2. Die Krypto-Algorithmen sind nicht öffentlich zugänglich und überprüfbar.
3. Keine gegenseitige Authentifizierung von Mobilfunkteilnehmer und Basisstation des Netzbetreibers.
4. GSM schützt nur unzureichend gegen eine Ortung der Mobilfunkteilnehmer durch außenstehende Angreifer.
5. Kein Schutz gegen einen Angreifer aus dem Mobilfunknetz (Ortung und Nachrichteninhalte).
6. Keine Ende-zu-Ende-Dienste möglich (Authentifizierung zwischen Teilnehmern, Verschlüsselung der Sprache).[17]:83–84

### Man-in-the-middle
Das Protokoll von GSM ist gegen Man-in-the-Middle-Angriffe (MITM) nicht gewappnet. Ein Beispiel für den möglichen Einsatz ist ein IMSI-Catcher. Das Gerät erzwingt die Ausschaltung der Verschlüsselung.
2003 präsentierten Elad Barkan, Eli Biham und Nathan Keller einen alternativen Man-in-the-middle-Angriff gegen GSM, der es ermöglicht, den A5/3-Verschlüsselungsalgorithmus zu umgehen. Dieser Angriff ist ein Angriff gegen das GSM-Protokoll und kein Angriff gegen die Chiffre KASUMI selbst. Eine längere Version des Papers wurde im Jahr 2006 veröffentlicht. Der Angreifer positioniert sich mit einer eigenen Basisstation zwischen den mobilen Teilnehmer und der richtigen Basisstation (Betreiber-Netzwerk). Die Challenge RAND wird an den mobilen Teilnehmer weitergereicht. Die Antwort SRES wird jedoch vom Angreifer zwischengespeichert. Das Mobiltelefon wird nun vom Angreifer aufgefordert, eine A5/2-Verschlüsselung zu beginnen. Nach Zustandekommen der Verschlüsselung bricht der Angreifer innerhalb einer Sekunde den Geheimtext und extrahiert den Schlüssel Kc. Der Angreifer schickt nun das zwischengespeicherte SRES an das Betreiber-Netzwerk. Der Angreifer ist gegenüber dem Netzwerk authentifiziert. Das Netzwerk fordert den Angreifer nun auf, eine Verschlüsselung A5/1 oder A5/3 zu nutzen. Der Angreifer benutzt den vorher extrahierten Kc und es kommt eine verschlüsselte Kommunikation zustande. Der Angreifer kann anschließend Gespräche abhören, sie in Echtzeit dekodieren oder zwischenspeichern. Das Umleiten und die Übernahme von Gesprächen, das Verändern von SMS und das Führen von Gesprächen auf Kosten Anderer ist ebenfalls möglich.

### Denial of Service
Im Rahmen des USENIX-Security Symposiums 2013 wurde gezeigt, dass mit Hilfe einer geschwindigkeitsoptimierten OsmocomBB-Firmware – auf wenigen Geräten installiert – ein GSM-Netz zum Denial of Service gebracht werden kann, indem die präparierten Handys alle Paging-Requests beantworten (mit etwa 65 Antworten pro Sekunde), bevor der berechtigte Empfänger reagieren kann.
GSM sieht daraufhin von weiteren Anfragen ab, eine Authentifizierung folgt erst im nächsten Schritt. Die Hälfte aller Netze (global) prüft in weniger als einem von zehn Fällen die Legitimation des Endgerätes.

### Verschlüsselungsalgorithmen
Die Algorithmen A5/1 und A5/2 können in Echtzeit gebrochen werden. Der A5/3-Algorithmus mit einem 64-Bit-Schlüssel basiert auf der KASUMI-Chiffre. Die KASUMI-Chiffre gilt seit 2010 als theoretisch gebrochen. Ein erfolgreicher praktischer Angriff gegen A5/3 ist nicht bekannt. Als sicher gilt der A5/4-Algorithmus mit einem 128-Bit-Schlüssel.

### Gegenmaßnahmen
Der Sicherheitsforscher Karsten Nohl fordert kurzfristig den Einsatz von SIM-Karten mit zusätzlicher Verifikationsfunktion. Ein kleines Java-Programm auf der Karte könnte den Netzbetreiber gegenüber dem Mobilfunkteilnehmer verifizieren. Damit würde die jetzige einseitige durch eine gegenseitige Authentifizierung ersetzt. Dieses Vorgehen verhindert MITM-Angriffe und hilft auch gegen DoS-Paging-Angriffe. Außerdem müssen Netzbetreiber und Mobilfunkgeräte den Verschlüsselungsalgorithmus A5/3 benutzen und auf Kombinationen mit A5/1 oder A5/2 verzichten.
Langfristig fordert der Experte den Einsatz von A5/4 und die Nutzung von USIM-Karten.
Im Abschnitt Weblinks findet sich mit der GSM Security Map eine visuelle Übersicht der GSM-Sicherheit in verschiedenen Ländern.

### Beispiel: Abhören des Parteihandys von Angela Merkel
Im Oktober 2013 berichteten mehrere Medien über das Abhören von Angela Merkels Parteihandy durch die US-amerikanische National Security Agency (NSA). Laut FAZ besaß Merkel zu diesem Zeitpunkt einen Mobilfunkvertrag mit Vodafone. Es bestand der Verdacht, dass das GSM-basierte Funknetz des Providers durch die NSA angezapft wurde.

## Verwendete Frequenzen
GSM arbeitet mit unterschiedlichen Frequenzen für den Uplink (vom Mobiltelefon zum Netz, Unterband) und den Downlink (vom Netz zum Mobiltelefon, Oberband). Die folgenden Frequenzbänder können vom Mobilfunkanbieter verwendet werden:
| Bandbezeichnung | Bereich  | Uplink (MHz)    | Downlink (MHz)  | ARFCN               | Kontinent                                            | Entsprechende LTE-Bänder |
| --------------- | -------- | --------------- | --------------- | ------------------- | ---------------------------------------------------- | ------------------------ |
| T-GSM 380       | GSM 400  | 380,2 – 389,8   | 390,2 – 399,8   | dynamisch           |                                                      | –                        |
| T-GSM 410       | GSM 400  | 410,2 – 419,8   | 420,2 – 429,8   | dynamisch           |                                                      | 87, 88                   |
| GSM 450         | GSM 400  | 450,4 – 457,6   | 460,4 – 467,6   | 259 – 293           |                                                      | 31, 72, 73               |
| GSM 480         | GSM 400  | 478,8 – 486,0   | 488,8 – 496,0   | 306 – 340           |                                                      | –                        |
| GSM 710         | GSM 700  | 698,0 – 716,0   | 728,0 – 746,0   | dynamisch           |                                                      | 12, 17, 85               |
| GSM 750         | GSM 700  | 747,0 – 762,0   | 777,0 – 792,0   | 438 – 511           |                                                      | 13, 14                   |
| T-GSM 810       |          | 806,0 – 821,0   | 851,0 – 866,0   | dynamisch           |                                                      | 26, 27                   |
| GSM 850         | GSM 850  | 824,0 – 849,0   | 869,0 – 894,0   | 128 – 251           | Amerika                                              | 5                        |
| P-GSM           | GSM 900  | 890,0 – 915,0   | 935,0 – 960,0   | 1 – 124             | Afrika, Amerika, Asien, Australien, Ozeanien, Europa | 8                        |
| E-GSM           | GSM 900  | 880,0 – 915,0   | 925,0 – 960,0   | 0 – 124, 975 – 1023 | Afrika, Amerika, Asien, Australien, Ozeanien, Europa | 8                        |
| R-GSM           | GSM 900  | 876,0 – 915,0   | 921,0 – 960,0   | 0 – 124, 955 – 1023 | Afrika, Asien, Europa                                | –                        |
| T-GSM 900       | GSM 900  | 870,4 – 876,0   | 915,4 – 921,0   | dynamisch           |                                                      | –                        |
| DCS 1800        | GSM 1800 | 1710,0 – 1785,0 | 1805,0 – 1880,0 | 512 – 885           | Afrika, Amerika, Asien, Australien, Ozeanien, Europa | 3                        |
| PCS 1900        | GSM 1900 | 1850,0 – 1910,0 | 1930,0 – 1990,0 | 512 – 810           | Amerika                                              | 2                        |

- Frequenzband 2 und 5 (blaue Hintergrundfarbe) werden in Amerika kommerziell genutzt.
- Frequenzband 3 und 8 (gelbe Hintergrundfarbe) werden in Europa, Afrika, Asien, Australien, Ozeanien und teilweise in Amerika kommerziell genutzt.
- Alle anderen Frequenzbändern werden nicht kommerziell in öffentlichen Mobilfunknetzen eingesetzt.
- In Südkorea und Japan war nie ein öffentliches GSM-Mobilfunknetz vorhanden.
- Für den weltweiten Einsatz eignet sich ein Mobiltelefon, welches die GSM- und UMTS FDD-Frequenzbänder 5 (850 MHz), 8 (900 MHz), 2 (1900 MHz) und 1 (2100 MHz) unterstützt.

Aus Kostengründen erfolgte der Bau von neuen Mobilfunknetzen (z. B. Australien/Telstra) oder Mobilfunknetz-Erweiterungen (z. B. Schweiz/Swisscom) nur mit der neueren Mobilfunktechnologie UMTS. Neue Mobilfunkstationen senden immer öfter nur ein UMTS- und LTE-Signal aus.

### Situation in Deutschland

#### Bis 2017
In Deutschland fand GSM-Mobilfunk bis zum Jahr 2005 nur im P-GSM- und DCS-1800-Bereich statt. Ende 2005 öffnete die Bundesnetzagentur den gesamten E-GSM-Frequenzbereich für den GSM-Mobilfunk.
Daraufhin begannen E-Plus und O2 ab April 2006 zum Teil in den E-GSM-Bereich umzuziehen (E-Plus: 880,2 – 885,0 MHz / 925,2 – 930,0 MHz und O2: 885,2 – 890,0 MHz / 930,2 – 935,0 MHz). Diese Bereiche nutzen die beiden Anbieter von nun an zum Ausbau ihrer Netze in dünn besiedelten Regionen. Somit verfügten alle vier deutschen Mobilfunkanbieter über Spektren in beiden Bereichen.
Die alten Zuweisungen im DCS-1800-Bereich mussten sie zum Teil als Ausgleich im Januar 2007 abgeben. Sie wurden bei der Frequenzauktion im Jahr 2010 neu vergeben:
- 1710,0 – 1715,0 MHz / 1805,0 – 1810,0 MHz für 20,7 Mio. € an Telekom (bisher durch die Bundeswehr genutzt)
- 1715,0 – 1720,0 MHz / 1810,0 – 1815,0 MHz für 20,7 Mio. € an Telekom (bisher durch die Bundeswehr genutzt)
- 1720,0 – 1725,0 MHz / 1815,0 – 1820,0 MHz für 19,87 Mio. € an Telekom (bisher durch die Bundeswehr genutzt)
- 1730,1 – 1735,1 MHz / 1825,1 – 1830,1 MHz für 21,55 Mio. € an E-Plus (bis Januar 2007 O2)
- 1758,1 – 1763,1 MHz / 1853,1 – 1858,1 MHz für 21,54 Mio. € an E-Plus (bis Januar 2007 E-Plus)

Diese GSM-Lizenzen liefen 2016 aus.
Die Kanäle (ARFCN) der einzelnen Bänder waren wie folgt auf die fünf deutschen Betreiber verteilt:
| Nutzer        | GSM 900 ARFCN                | DCS 1800 ARFCN | Kanalanzahl GSM 900 / DCS 1800 |
| ------------- | ---------------------------- | -------------- | ------------------------------ |
| D1 / Telekom  | 13 – 49, 81 – 102, 122 – 124 | 587 – 611      | 62 / 25                        |
| D2 / Vodafone | 1 – 12, 50 – 80, 103 – 121   | 725 – 751      | 62 / 27                        |
| E1 / E-Plus   | 975 – 999                    | 777 – 863      | 25 / 87                        |
| E2 / O2       | 1000 – 1023, 0               | 637 – 723      | 25 / 87                        |
| Deutsche Bahn | 955 – 973                    |                | 19 / -                         |

Das obere Bandende des DCS-1800-Bereiches (ab ARFCN 864) wurde bis zur Frequenzauktion 2015 frei gehalten, um störende Beeinflussungen bei DECT-Schnurlostelephonen zu vermeiden (sog. DECT-Schutzband 1875,5 – 1880,0 MHz). Außerdem wurde dieser Bereich bis Ende 2015 für temporäre und dauerhafte Test- und Versuchsanlagen durch die Bundesnetzagentur an Unternehmen wie auch Privatpersonen vergeben.
R-GSM, E-GSM (GSM 900), E-UTRA Band 8
Die DB betreibt entlang der Eisenbahnstrecken ein nicht öffentliches GSM-R-Mobilfunknetz.
DCS 1800 (GSM 1800) E-UTRA Band 3
Sch = Schutzabstand zum benachbarten DECT-Band
Ende Juni 2013 hatte die Bundesnetzagentur bekannt gegeben, dass die zum 31. Dezember 2016[veraltet] ablaufenden Nutzungsrechte an den Mobilfunkfrequenzen erneut in einer Auktion versteigert werden sollen. Neben den Frequenzen im 900-MHz- und 1800-MHz-Bereich, sollen ebenfalls Frequenzblöcke im Bereich von 700 MHz und 1,5 GHz im Rahmen der Auktion vergeben werden. Den bisherigen vier Mobilfunknetzbetreibern soll je ein Frequenzblock im 900-MHz-Bereich außerhalb der Auktion zugeteilt werden, um die Grundversorgung zu sichern.

#### Aktuelle Situation (seit 2017)
Die ab 1. Januar 2017 gültigen Bundesnetzagentur-Konzessionen erlauben die Nutzung der Mobilfunkfrequenzen durch die deutschen Mobilfunkanbieter wie nachfolgend abgebildet. Das von der Bundesnetzagentur zugewiesene Frequenzband kann vom Mobilfunkanbieter in Deutschland für GSM, UMTS oder LTE genutzt werden. Die Nutzung des zugewiesenen Frequenzbandes für unterschiedliche Techniken (zum Beispiel: E-UTRA Band 8: GSM und LTE) ist bei allen 3 Netzbetreibern üblich.
R-GSM, E-GSM (GSM 900), E-UTRA Band 8
Die DB betreibt entlang der Eisenbahnstrecken ein nicht öffentliches GSM-R-Mobilfunknetz. Die Angaben für E-UTRA Band 8 entsprechen der Zuteilung ab 2017.
DCS 1800 (GSM 1800) E-UTRA Band 3 wird inzwischen nicht mehr für GSM/DCS betrieben
Die Kanäle (ARFCN) der einzelnen Bänder sind wie folgt auf die vier deutschen Betreiber verteilt:
| Nutzer        | GSM 900 ARFCN                                     | DCS 1800 ARFCN             | Kanalanzahl GSM 900 / DCS 1800 |
| ------------- | ------------------------------------------------- | -------------------------- | ------------------------------ |
| D1 / Telekom  | 51 – 75 (123-124) (10 MHz LTE-Träger vorhanden)   | nicht mehr für GSM genutzt | 24 / -                         |
| D2 / Vodafone | 1–10, 40-49 (5 MHz LTE Träger vorhanden)          | nicht mehr für GSM genutzt | 24 / -                         |
| E2 / O2       | 975 – 1023 (5 MHz LTE Träger teilweise vorhanden) | 661 – 735                  | 24 / 75                        |
| Deutsche Bahn | 955 – 973                                         | -                          | 19 / -                         |

GSM im DCS 1800 Band wird bei o2 auch noch im Jahr 2025 genutzt, besonders häufig in Süddeutschland, zum Beispiel den Garmisch-Partenkirchner Alpen, der (deutschen) Bodenseeregion oder im ostbayerischen Raum. So finden sich einige GSM-Sender auf 1800 MHz im Bereich Regensburg (beispielsweise in Schwabelweis, Königswiesen oder am Rennplatz), ferner auch z. B. in Roding, Radling, Rötz oder Willenhofen.

### Situation in Österreich
Die bis Ende 2034 gültigen RTR-Konzessionen erlauben die Nutzung der Mobilfunkfrequenzen durch die österreichischen Mobilfunkanbieter wie nachfolgend abgebildet. Das vom RTR zugewiesene Frequenzband kann vom Mobilfunkanbieter in Österreich für GSM, UMTS oder LTE genutzt werden. Üblich ist die Nutzung des zugewiesenen Frequenzbandes für unterschiedliche Technologien (zum Beispiel: E-UTRA Band 8: GSM und UMTS).
R-GSM, E-GSM (GSM 900), E-UTRA Band 8
Die ÖBB betreibt entlang der Eisenbahnstrecken ein nicht öffentliches GSM-R-Mobilfunknetz. Die Angaben für E-UTRA Band 8 entsprechen der Zuteilung ab 2018! Bis 1. Januar 2018 werden in mehreren Schritten die Mobilfunkfrequenzen auf dem E-UTRA Band 8 neu zugeteilt (Refarming).
DCS 1800 (GSM 1800) E-UTRA Band 3
Die Angaben für E-UTRA Band 3 entsprechen der Zuteilung ab 2020! Bis 1. Januar 2020 werden in mehreren Schritten die Mobilfunkfrequenzen auf dem E-UTRA Band 3 neu zugeteilt (Refarming).

### Situation in der Schweiz
Siehe Mobilfunkfrequenzen in der Schweiz.
Alle öffentlichen Schweizer Mobilfunkanbieter haben die Abschaltung ihres GSM-Mobilfunknetzes bekannt gegeben:
- Swisscom: Ende 2020[35]
- Sunrise: Januar 2023[36]
- Salt: Stufenweise bis Ende 2020[37]

Seit einiger Zeit kann der Einsatz eines nur 2G/GSM-tauglichen Mobiltelefons zu Mobilfunkempfangsproblemen führen. Neue Standorte werden ausschließlich mit UMTS, LTE und mittlerweile auch mit 5G ausgerüstet.

## GSM-Abschaltung
Es wird erwartet, dass GSM langfristig durch Nachfolgestandards ersetzt wird. Während in Australien und Singapur die Abschaltung im Jahr 2017 bereits beschlossen und bei Swisscom in der Schweiz in Frühling 2021 umgesetzt wurde, steht z. B. für Deutschland und Österreich noch kein Abschalttermin fest, jedoch wird in der Schweiz längerfristig noch von Sunrise Communications ein GSM-Mobilfunknetz als Emulation über Huawei-5G-Antennen zur Verfügung stehen. Dies hat den Vorteil, dass „alte“ 2G-Telefone weiter genutzt werden können. Es gibt noch sehr viele Anwendungen, die 2G brauchen: Ampelsteuerungen, Feueralarm, Weichen des Eisenbahnnetzes, alte eingebaute Autotelefone und der Autonotruf eCall usw. Nachdem in Deutschland Ende Juni 2021 das UMTS-Netz abgeschaltet wurde, ist es unwahrscheinlich, dass in näherer Zukunft auch das GSM-Netz abgeschaltet wird. Mit einer fast vollständigen Netzabdeckung in Deutschland existiert noch kein adäquater Ersatz für GSM mit ähnlicher Versorgungsdichte. Die Deutsche Telekom plant „2G“ zum 30. Juni 2028 abzuschalten. Vodafone plant „2G“ bis Ende 2030 abzuschalten.